# Gérardine Herbos
Félicie Gérardine Herbos (* 7. Oktober 1884 in Brüssel; † nach 1924) war eine belgische Eiskunstläuferin und Olympiateilnehmerin von 1920 und 1924. 
Gemeinsam mit Georges Wagemans nahm sie an den Olympischen Sommerspielen 1920 in Antwerpen und den I. Olympischen Winterspielen 1924 in Chamonix im Paarlauf teil. Bei den Spielen 1920 belegten sie den 6. Rang von 8 teilnehmenden Paaren. Bei den ersten Winterspielen 1924 erreichten sie Platz 5 von 9 teilnehmenden Paaren.